# Изгрев (квартал на Варна)
Вижте пояснителната страница за други значения на Изгрев.
Квартал „Изгрев“ се намира в северната част на Варна в район Приморски. Отдалечен от Центъра, той е обгърнат от малка гора, чието продължение са северните вилни зони. В квартала има 5 високи жилищни блока, строени през социализма, както и множество къщи и вили. Кварталът започва от околовръстното шосе (бул. Христо Смирненски) продължава нагоре в северна посока. Той се издига на около 50 – 100 метра над Околовръстното. Климатът в по-високите части на квартала значително се отличава от климата в града. За тези части на квартала са характерни по-силни ветрове и малко по-ниски температури, в сравнение с централната част на Варна. Поради височината и ветровете, въздухът в квартала е значително по-чист от този в централната част на града. Някои от парцелите, намиращи се на южния склон на квартала, имат изключително красива гледка към града, морето и Варненското езеро.

## Инфраструктура
Инфраструктурата на квартала почти липсва, а там където я има е в ужасно състояние.
- Улици

По принцип кварталът е в очертанията на града и съгласно устройствения план, би трябвало да е опасан от улици с ширина около 9 метра и тротоари от двете страни. Планът не е влязъл в сила и тези иначе относително добре замислени улици си остават само на хартия. Съществуващите улици са с недостатъчна ширина и в най-добрия случай с настилка от чакъл. Улично осветление и тротоари въобще липсват. Което е дори още по-лошо, съгласно действащите скици, част от парцелите не са достъпни от никакъв път, а дори тези които са достъпни страдат от това, че ширината на пътя често е недостатъчна за преминаване на камион. Не са редки и случаите, при които дори и върху пътища, съществуващи съгласно действащите скици са засадени трайни насаждения и собствениците упорито отказват да признаят че там трябва да има път.
- Водоснабдяване

Централна водоснабдителна система в района няма. Обикновено този проблем се решава от живущите, чрез основаване на кооперация и прекарване на водопровод от близкоразположени шахти на ВиК. Това разбира се става чрез изготвяне на проект, който трябва да бъде съгласуван с и одобрен от съответното ВиК дружества. Цените за изграждане на такава инсталация най-често варират в границите от няколко хиляди лева. Още по лошо в случая е че водопроводната инсталация не може да се постави на най-доброто място(под тротоарите), тъй-като устройственият план не е влязъл в сила и тези площи са все още частна собственост. Това обуславя временния характер на такава инсталация и вероятните проблеми с нейната поддръжка в бъдеще.
- Канализация
- Електроснабдяване

В района не е изградена електропреносна мрежа. Част от собствениците на парцели решават проблема с електроснабдяването по същия начин както и този с водоснабдяването. Това обаче невинаги е възможно, тъй-като би могло да се случи така, че в близост да няма свободни електрически мощности. Цената за изграждането на електропреносна мрежа при наличие на свободни мощности и достатъчен брой собственици (10 -20) желаещи да се кооперират е от порядъка на няколко хиляди лева (по скоро около 5000, отколкото 2000) в зависимост от разстоянието до трафопоста.
- Строителство

Строителството в района се урежда чрез така наречения ПУП (Подробен устройствен план). Това е документ, издаван от общината, който очертава петното в парцела на собственика, в което може да строи. Поради изключително лошата инфраструктура, инвеститорският интерес не е много голям.
- Транспорт

Обществен транспори в квартала няма. Най-близките автобусни линии, които биха могли да послужат на живущите в квартала са автобусни линии – 10 (и 10А) и 13.
- Комуникации

В много малка част от квартала са налични стационарни телефони и интернет по ADSL, предоставяни от БТК, както и кабелна телевизия и кабелен интернет, предоставяни от MSAT. Това са районите предимно около старите блокове, намиращи се на улица Невен. Проблеми с покритието на GSM операторите и сателитните телевизии няма. Като цяло основният проблем с комуникациите е липсата на достъп до интернет, тъй-като GSM и сателитните телевизии до голяма степен решават проблема с гласовите комуникации и телевизията.
- Сметоизвозване и такси

Практически, сметоизвозване в квартала не се извършва, тъй-като липсват улици, по които биха могли ефективно да се движат сметоизвозващите превозни средства. Таксите за сметоизвозване, които собствениците на парцели плащат са съизмерими, но по-високи, от тези на средностатистически апартамент, намиращ се в близкоразположените квартали.

## Тенденции за развитие
През изминалите около 30-35 години след комунизма не се наблюдава особено развитие на квартала. Донякъде това се обяснява с липсата на административна инициатива за одобрение на устройствен план, което значително ограничава инвеститорския интерес. Въпреки това се наблюдават изолирани инфраструктурни инициативи, водени предимно от групи от собственици в квартала и фининсирани със собствени средства. Основна цел на тези инициативи е изграждането на водопреносни и електропреносни инсталации и полагане на чакъл върху улиците. Въпреки че тези инициативи имат временен характер, тъй-като не са в хармония с един бъдещ устройствен план, те предоставят временно решение на проблемите с електро и водоснабдяването.